# Gustav Frölich
Gustav Frölich, född 2 februari 1879 i Oker, numera en del av Goslar, i utkanten av bergsområdet Harz, död 1940 i Dummerstorf utanför Rostock, var en tysk zoolog.
Frölich blev professor i Jena 1910, i Göttingen 1912 och i Halle 1915. Han har författat flera viktiga arbeten inom husdjursläran. Frölich blev känd som uppfödare av Karakulfår.

### Fotnoter
1. 1 2  Gemeinsame Normdatei, Deutsche Nationalbibliotheks katalog-id-nummer: 1195122707749153-1, läst: 17 oktober 2015.[källa från Wikidata]
2. ↑  Gemeinsame Normdatei, läst: 23 december 2014.[källa från Wikidata]
3. ↑  Gemeinsame Normdatei, läst: 1 januari 2015.[källa från Wikidata]
4. ↑  Henrik Eberle, Catalogus Professorum Halensis.[källa från Wikidata]
5. ↑  Frölich, Georg Gustav Adolf i NDB